# Vrlika
Vrlika este un oraș în cantonul Split-Dalmația, Croația, având o populație de 2.177 de locuitori (2011).

## Demografie
Componența etnică a orașului Vrlika
     Croați (93,25%)
     Sârbi (5,28%)
     Necunoscut (1,19%)
     Neclasificat (0,23%)
Componența confesională a orașului Vrlika
     Catolici (92,33%)
     Ortodocși (5,42%)
     Necunoscută (1,52%)
     Alte religii (0,73%)
Conform recensământului din 2011, orașul Vrlika avea 2.177 de locuitori. Din punct de vedere etnic, majoritatea locuitorilor (93,25%) erau croați, cu o minoritate de sârbi (5,28%). Apartenența etnică nu este cunoscută în cazul a 1,19% din locuitori. Din punct de vedere confesional, majoritatea locuitorilor (92,33%) erau catolici, cu o minoritate de ortodocși (5,42%). Pentru 1,52% din locuitori nu este cunoscută apartenența confesională.